# Ferrovia Domodossola-Novara
La ferrovia Domodossola-Novara è una linea ferroviaria italiana di proprietà statale che da Novara, costeggiando il lago d'Orta e percorrendo la Val d'Ossola, giunge a Domodossola.

## Storia
| Tratta                      | Inaugurazione    |
| --------------------------- | ---------------- |
| Novara-Vignale              | 14 giugno 1855   |
| Vignale-Gozzano             | 10 marzo 1864    |
| Gozzano-Orta                | 18 agosto 1884   |
| Orta-Gravellona Toce        | 30 aprile 1887   |
| Gravellona Toce-Domodossola | 9 settembre 1888 |
| Variante di Gozzano         | 3 dicembre 2011  |

### Progettazione e inaugurazione
La linea Domodossola-Novara è il risultato dell'unione di due tratte ferroviarie costruite in tempi differenti e con scopi diversi. Il tratto più antico è quello tra Novara e Vignale, che venne aperto all'esercizio il 14 giugno del 1855, e che faceva parte dell'itinerario voluto dallo Stato piemontese per raggiungere il Lago Maggiore ad Arona passando per Alessandria e Novara. Il successivo di 32 km, fino a Gozzano, venne realizzato dopo l'Unità d'Italia e aperto all'esercizio il 10 marzo del 1864. 
Fu solo dopo l'emanazione della Legge Baccarini, nel 1879 che venne data autorizzazione a costruire una linea che raggiungesse il Sempione a Domodossola, ma solo come linea di 2ª categoria. I lavori iniziarono anni dopo; nel 1884 venne raggiunto il Lago d'Orta, il 30 aprile del 1887, Gravellona Toce e, proseguendo, il 9 settembre 1888, il treno inaugurale raggiunse Domodossola.

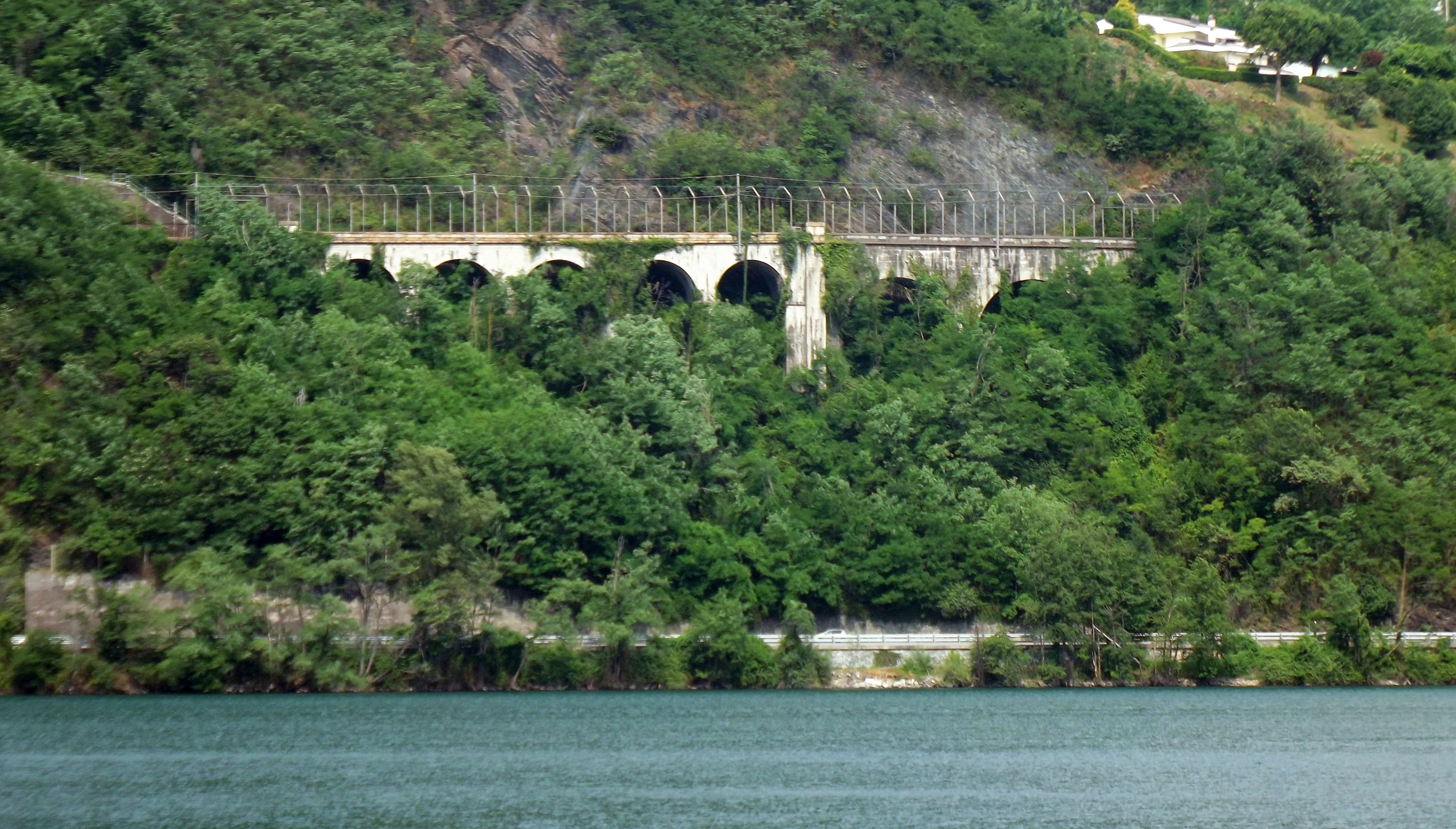
La ferrovia lungo il lago d'Orta

Lo scopo era quello di assicurare il proseguimento del traffico viaggiatori, soprattutto internazionale, proveniente in diligenza dal Valico del Sempione e dalle varie località della Val d'Ossola, Val Divedro, Val Vigezzo e Val Bognanco.
Nel corso della sua storia ultracentenaria la tratta si è rivelata di importanza strategica come linea ferroviaria alternativa a quella internazionale del Sempione. Infatti, nel caso di impedimenti alla circolazione ferroviaria tra Domodossola ed Arona, i treni internazionali e merci possono essere instradati via Omegna-Borgomanero-Novara-Rho. È già successo che a causa di incidenti o avarie alla linea importanti treni internazionali siano stati deviati proprio su questa piccola linea abituata al traffico regionale leggero. L'ultima deviazione di questo tipo avvenne negli anni novanta: all'epoca la linea non era ancora elettrificata e così i pesanti treni a lunga percorrenza transitarono sulla linea trainati da doppie trazioni di locomotori diesel come D.345 o D.445.

### Elettrificazione e lavori di ammodernamento
Nell'ambito dello sviluppo del traffico merci del cosiddetto Corridoio 24 (comprendente tratte ferroviarie tra Genova e Rotterdam) attorno al 1995 ebbe inizio il processo di elettrificazione della linea, che ha interessato inizialmente solo la tratta compresa tra Domodossola e Premosello-Chiovenda dove la strada ferrata interseca la Domodossola-Milano; i lavori si sono quindi spostati a sud ed hanno interessato anche il resto del tracciato. La circostanza è stata colta anche per eseguire lavori di potenziamento, riguardo soprattutto l'adeguamento a sagoma limite (per i carri per il trasporto di camion) dei numerosi sovrappassi stradali e il raddoppio del binario in determinati tratti.
Nel 1997 venne altresì studiata la possibilità (poi attuata solo in determinati casi) di deviare segmenti della linea, onde rettificarli ed eliminare alcuni passaggi a livello.
Nel 1998 venne elettrificato il primo tratto Domodossola-Premosello.
Il 1º marzo 2001 fu messa in tensione la tratta compresa tra Vignale e Premosello-Chiovenda a 3000 Volt; è così partito il pre-esercizio della trazione elettrica con i treni merci gestiti da Hupac: si trattava di un sistema di trasporto di merci basato sul trasbordo di camion e TIR su apposite carrozze a pianale ultra-ribassato, con partenza dal centro intermodale merci di Novara e termine a Friburgo in Brisgovia, poco dopo il confine svizzero-tedesco. 

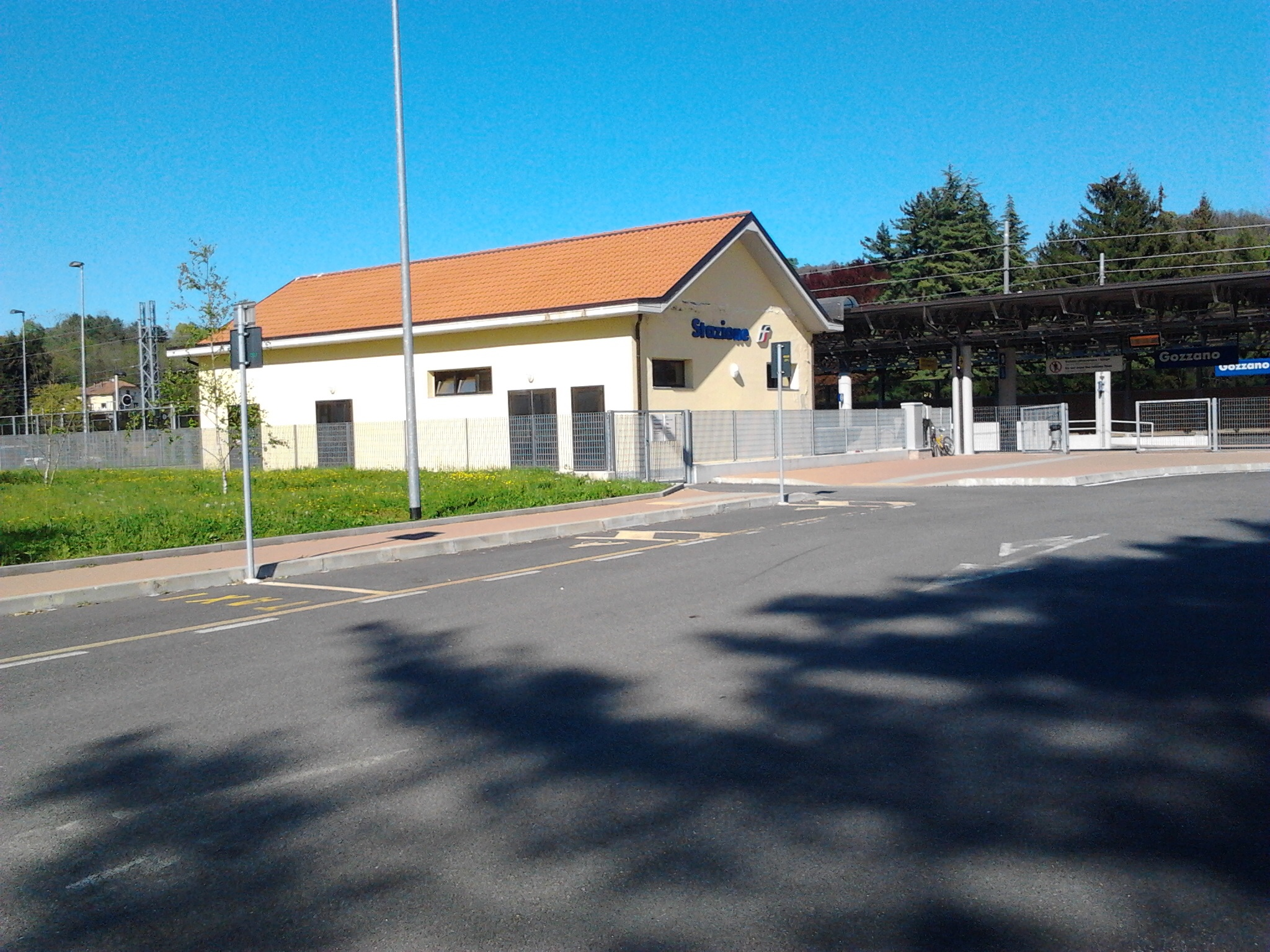
La nuova stazione di Gozzano, inaugurata nel 2011

L'11 giugno 2001 segnò l'avvio del servizio regolare a trazione elettrica, inaugurato dall'allora amministratore delegato delle Ferrovie dello Stato Giancarlo Cimoli a bordo di un treno speciale composto da un locomotore E.633, dalla carrozza cuccette della Hupac, dalla carrozza conferenze delle FS e da 18 carri merci ultra ribassati.

### Variante di Gozzano
Nel 2009, dando seguito a quanto annunciato dodici anni prima, iniziarono i lavori per la costruzione di un nuovo tracciato ferroviario nel territorio di Gozzano, ove le rotaie descrivevano un'ampia curva parabolica che tagliava in due il centro abitato, creando un certo disagio (soprattutto per la presenza di sette passaggi a livello) e un "collo di bottiglia" per il traffico dei treni.
La variante "tagliò" completamente la "gobba" con un andamento rettilineo, escludendo anche la vecchia stazione posta a meridione del centro storico (su cui si innestava anche l'ormai cessata linea per Alzo e per lo stabilimento Bemberg), che fu sostituita da una nuova fermata più vicina all'abitato.
I lavori si conclusero a fine 2011: il 5 dicembre anno la nuova tratta a doppio binario entrò in servizio in sostituzione del vecchio sedime, che venne disarmato e infine ceduto al comune di Gozzano allo scopo di ricucire il tessuto urbano.

## Caratteristiche
| Continuation backward |

| Unknown route-map component "CONTgq" | Unknown route-map component "ABZg+r" |  |

| Unknown route-map component "BS2c2" | Unknown route-map component "SHI2gr" |  |

| Unknown route-map component "LSTR+l" | Unknown route-map component "STRr+1h" + Unknown route-map component "STR2h+r" + Unknown route-map component "lDST" | Station on track + Unknown route-map component "BS2c4" + Unknown route-map component "BS2c3" |  |  |

| Unknown route-map component "LABZg+l" | Station on transverse track + Unknown route-map component "BS2c1" | Unknown route-map component "ABZg+r" + Unknown route-map component "BS2+r" |  |  |

| Unknown route-map component "eLABZg+l" | Unknown route-map component "exBHFq" | Unknown route-map component "eABZgr" |  |  |

| Unknown route-map component "LSTRl" | Unknown route-map component "LSTR+r" | Unknown route-map component "ABZgl" | Unknown route-map component "SPLaq" | Unknown route-map component "vCONTfq" |

| 65+368 |
| 0+000  |

| Unknown route-map component "LCONTgq" | Unknown route-map component "LABZgr" | Straight track |  |  |

| Unknown route-map component "CONTgq" | Unknown route-map component "ABZql" | Unknown route-map component "KRZu" | Unknown route-map component "CONTfq" |  |

| Unknown route-map component "SKRZ-Au" |

| Small bridge over water |

| Station on track |

| Unknown route-map component "CONTgq" | Unknown route-map component "ABZglr" | Unknown route-map component "CONTfq" |

| Station on track |

| Unknown route-map component "eHST" |

| Station on track |

| Stop on track |

| Stop on track |

| Station on track |

| Unknown route-map component "SKRZ-Au" |

|  | Unknown route-map component "ABZg+l" | Unknown route-map component "CONTfq" |

| Station on track |

| Unknown route-map component "CONTgq" | Unknown route-map component "ABZgr" |  |

| Small bridge over water |

| Unknown route-map component "KRW+l" | Unknown route-map component "xKRWgr" |  |

| Station on track | Unknown route-map component "exBHF" |  |

| Unknown route-map component "KRWl" | Unknown route-map component "xKRWg+r" + Unknown route-map component "exSTRl" | Unknown route-map component "exCONTfq" |

| Straight track |

| Stop on track |

| Unknown route-map component "eHST" |

| Station on track |

| Stop on track |

| Station on track |

| Unknown route-map component "eBHF" |

| Unknown route-map component "HSTeBHF" |

| Station on track |

| Stop on track |

| Unknown route-map component "WCONTgq" | Unknown route-map component "dWBRÜCKE" | Unknown route-map component "WASSER+r" |

| Unknown route-map component "dCONTgq" | Unknown route-map component "v-STR+r" | Unknown route-map component "dSTR" | Water | Unknown route-map component "d" |

| Unknown route-map component "v-HST" | Unknown route-map component "dHST" | Water |

| Unknown route-map component "d" | Unknown route-map component "vBHF" | Water |

| Unknown route-map component "v-HST" | Unknown route-map component "dHST" | Water |

| Unknown route-map component "STR+l" | Unknown route-map component "v-STRr" | Unknown route-map component "dSTR" | Water |  |

| Unknown route-map component "LSTR" | Unknown route-map component "cd" | Small bridge over water | Unknown route-map component "vWASSERr-" | Unknown route-map component "cd" |

| Unknown route-map component "LSTR" | Unknown route-map component "cd" | Station on track | Unknown route-map component "cd" |  |

| Unknown route-map component "LSTR" | Unknown route-map component "cd" | Stop on track | Unknown route-map component "cd" |  |

| Unknown route-map component "LSTR" | Unknown route-map component "cd" | Stop on track | Unknown route-map component "cd" |  |

| Unknown route-map component "LSTR" | Unknown route-map component "cd" | Station on track | Unknown route-map component "cd" |  |

| Unknown route-map component "LABZgl" | Unknown route-map component "cdLSTRq" | Unknown route-map component "ABZg+r" | Unknown route-map component "cd" |  |

| Unknown route-map component "tdCONTgq" | Unknown route-map component "dKRZt" | Unknown route-map component "tKBHFeq" | Unknown route-map component "BHF+GRZq" |  |  |

| Unknown route-map component "vSTRl-" | Unknown route-map component "dSTRq" | Unknown route-map component "ABZql" | Unknown route-map component "CONTfq" | Unknown route-map component "d" |

La linea è una ferrovia a binario unico elettrificato a corrente continua da 3000 V e ordinario lunga complessivamente 90 chilometri. Il gestore RFI la qualifica come "linea complementare".
Da Domodossola al lago d'Orta la linea ha andamento dolce: corre attraverso l'ampia val d'Ossola.
Da Omegna a Gozzano la linea si affianca al lago d'Orta attraversando una serie di trincee scavate nella roccia sul costone delle montagne ad est del lago: il paesaggio che si gode dal finestrino è molto suggestivo, infatti si viaggia in sede sopraelevata rispetto al lago e si ha una vista su tutta l'estensione del lago. Si parte poco più di dieci metri sul livello del lago ad Omegna (305 m s.l.m.) salendo fino a circa cento metri al di sopra del lago (alla fine del tratto, poco prima della fermata di Bolzano Novarese, la linea tocca il suo culmine). Tra Gozzano e Novara la linea attraversa l'alta pianura novarese e il tracciato è pressoché rettilineo.

### Percorso
La linea a Domodossola si stacca dagli scambi sud della stazione di confine e si abbassa leggermente di quota, attraversando le pendici dei primi rilievi montuosi che chiudono la Valdossola. Pochi chilometri dopo si trova la stazione di Villadossola, importante scalo a servizio di alcune industrie raccordate: due acciaierie e la Vinavil.
La ferrovia, proseguendo a lato della Provinciale 166, raggiunge la fermata di Pallanzeno, dotata del solo binario di transito ma collegata con uno scambio allo scalo merci della ferriera Duferdofin, raggiunta quotidianamente da alcune merci provenienti da San Zeno.
Oltrepassata la fermata successiva, quella di Piedimulera, la linea imbocca un curvone molto ampio sulla destra che conduce alla stazione di Pieve Vergonte, l'unica della linea ad avere il fabbricato viaggiatori e il magazzino merci rivestiti di lastre di ardesia. Pieve Vergonte è sede di un altro raccordo, con la raffineria ex Enichem, quotidianamente servita da alcune tradotte originanti da Villadossola e Domodossola.
La linea si infila in un ponte metallico per oltrepassare il fiume Toce e con un'altra curva si riaffianca alla linea del Sempione, prima di entrare nella fermata di Vogogna, separata dalla omonima fermata della linea Domodossola-Milano. Inizia in questo luogo un tratto parallelo di oltre 7 km dove i tre binari condividono la sede, rimanendo però sempre separati. Si attraversa la stazione in comune di Premosello, dall'ampio piazzale caratterizzato da due cabine di blocco rialzate in stile razionalista, per poi giungere presso le due fermate di Cuzzago, dove i fabbricati viaggiatori raddoppiano nuovamente e ogni linea ha il suo piazzale distinto.
La linea per Milano prosegue mantenendo la sponda destra del Toce, diretta verso il Lago Maggiore; la linea per Novara invece piega decisamente verso sud, attraversando nuovamente il Toce, per toccare la fermata di Ornavasso e quindi arrivare alla stazione di Gravellona Toce, il cui panorama è dominato dalle cime dei Corni di Nibbio.
La linea prosegue verso sud, sempre parallela alla statale ma a differente quota, e (anche attraverso una galleria) giunge alla fermata (ex stazione) di Omegna-Crusinallo. In questo luogo vi furono l'interscambio con la tranvia interurbana Omegna-Verbania-Pallanza-Intra, che correva lungo la statale parallela, nonché numerosi binari di raccordo a varie industrie, oggi completamente asportati.
Il tracciato compie un'ampia "esse" fino ad entrare nella stazione di Omegna, dall'ampio scalo merci disabilitato. 
Da Omegna inizia un tortuoso tratto a mezzacosta che segue l'andamento della costa est del Lago d'Orta. Dopo la fermata di Pettenasco, seguita a breve da un viadotto a 5 archi, sempre a mezzacosta e con vista lago, il binario raggiunge dopo 6 km la stazione di Orta Miasino, col piazzale parzialmente in curva. La linea tocca in seguito la fermata, sempre in curva, di Corconio-Ameno, dismessa dal 2003 e, pochi chilometri più a sud, quella di Bolzano Novarese.
Oltrepassata Gozzano, una stazione dotata di un binario di incrocio, posta sulla variante di tracciato inaugurata nel 2011, inizia la pianura. La linea prosegue fino a Borgomanero dopo essersi unita con uno scambio alla linea non elettrificata Santhia-Arona. Borgomanero è una stazione di medie dimensioni, dotata di raccordo con una ditta di granaglie, ormai inutilizzato, e di uno scalo merci molto ampio, ma completamente dismesso.
Il binario risulta da qui in poi in massima parte rettilineo e corre parallelamente alla strada regionale 229 Novara-Orta. Si incontrano la stazione di Cressa-Fontaneto, dotata di raddoppio, le piccole fermate di Suno e Vaprio d'Agogna, Momo, una piccola stazione con raddoppio, la fermata di Sologno, dismessa nel 2003, e quindi la stazione di Caltignaga, impreziosita dalla chiesetta immediatamente adiacente al binario.
Proseguendo in rettilineo la linea si affianca alla Arona/Oleggio che si unirà insieme alla linea per Varallo Sesia nella piccola stazione di Vignale, molto più importante ai fini del movimento ferroviario che di quello commerciale.
La linea entra infine in Novara con una curva a ovest, sugli scambi lato Torino.

## Traffico
Il servizio passeggeri è gestito da Trenitalia e i treni sono classificati tutti come regionali.
Per quanto riguarda il trasporto di merci, questa linea è impiegata dalle Autostrade Viaggianti - RoLa di RAlpin SA trazionate da SBB CFF FFS Cargo, con personale SBB Cargo Italia.